# Parel van de Veluwe
La Parel van de Veluwe (lit: Perla del Veluwe) és una cursa ciclista neerlandesa d'un dia que té edició femenina i masculina i que es disputava al nord-oest del Veluwe, a la provincia de Gelderland. La cursa femenina fou la primera en crear-se, el 1985 i, tres anys més tard, se celebrà la primera edició masculina. Després que el 2019 només se celebrés l'edició masculina i que el 2020 se suspenguessin les dues, l'organització de la prova va decidir cancel·lar-la definitivament.

## Palmarès femení
| Any  | Vencedora               | Segona                 | Tercera                 |
| ---- | ----------------------- | ---------------------- | ----------------------- |
| 1985 | Hennie Top              | Gonnie van Koert       | Monique Kaufmann        |
| 1986 | Anita Griep             | Moniquede Waal         | Cynthia Lutke Schipholt |
| 1987 | Cynthia Lutke Schipholt | Jolanda Cools          | Sandy Lutke Schipholt   |
| 1988 | Connie Meijer           | Gré Tijmes             | Cora Westland           |
| 1989 | Monique Knol            | Daniëlle Overgaag      | Gré Tijmes              |
| 1990 | Kristel Werks           | Cora Westland          | Monique Knol            |
| 1991 | Monique de Bruin        | Petra de Bruin         | Esther van Verseveld    |
| 1992 | Monique Knol            | Petra van der Giessen  | Marina van Hest         |
| 1993 | Daniëlle Overgaag       | Angela van Smoorenburg | Wendy Kramp             |
| 1994 | Vanja Vonkx             | Daniëlle Overgaag      | Hester Marieke Kroes    |
| 1995 | Debby Mansveld          | Nathalie Nelemans      | Janneke Vos             |
| 1996 | Debby Mansveld          | Sissy van Alebeek      | Marion Borst            |
| 1997 | Vanja Vonkx             | Wendy Kramp            | Hester Marieke Kroes    |
| 1998 | Leontien van Moorsel    | Marion van Zuilen      | Marije Gemser           |
| 1999 | Debby Mansveld          | Sonja van Kuik         | Vanja Vonkx             |
| 2000 | Mirjam Melchers         | Leontien van Moorsel   | Sonja van Kuik          |
| 2001 | No disputada            |                        |                         |
| 2002 | Sandra Missbach         | Yvonne Brunen          | Leontien van Moorsel    |
| 2003 | Debby Mansveld          | Bertine Spijkerman     | Kristy Miggels          |
| 2004 | Chantal Beltman         | Janneke Vos            | Sissy van Alebeek       |
| 2005 | Sara Carrigan           | Suzanne de Goede       | Christine Mos           |
| 2006 | Monica Holler           | Ellen van Dijk         | Inge Velthuis           |
| 2007 | Vera Koedooder          | Moniek Rotmensen       | Mirjam Melchers         |
| 2008 | Marianne Vos            | Kirsten Wild           | Martine Bras            |
| 2009 | Chantal Blaak           | Chantal Beltman        | Loes Gunnewijk          |
| 2010 | Marianne Vos            | Martine Bras           | Ellen van Dijk          |
| 2011 | Kirsten Wild            | Adrie Visser           | Janneke Kanis           |
| 2012 | Kim de Baat             | Karen Elzing           | Linda Ringlever         |
| 2013 | Iris Slappendel         | Vera Koedooder         | Roxane Knetemann        |
| 2014 | Floortje Mackaij        | Sara Mustonen          | Roxane Knetemann        |
| 2015 | Monique van de Ree      | Vera Koedooder         | Nathalie van Gogh       |
| 2016 | Annemiek van Vleuten    | Janneke Ensing         | Demi de Jong            |
| 2017 | No disputada            | No disputada           | No disputada            |
| 2018 | Lorena Wiebes           | Danique Braam          | Femke Markus            |
| 2019 | No disputada            | No disputada           | No disputada            |
| 2020 | No disputada            | No disputada           | No disputada            |

## Palmarès masculí
| Any  | Vencedor              | Segon                | Tercer                |
| ---- | --------------------- | -------------------- | --------------------- |
| 1988 | Harm Jansen           | Godert de Leeuw      | Freddy Wolsink        |
| 1989 | John de Haas          | Dennis Huenders      | Rudy Nagengast        |
| 1990 | Remco Startman        | Godert de Leeuw      | Harm Jansen           |
| 1991 | Arjen Vinke           | Remco Startman       | Mano Lubbers          |
| 1992 | Richard Mulder        | Martin van Steen     | Patrick Rasch         |
| 1993 | Paul Konings          | John-Paul van Ameele | Peter Tates           |
| 1994 | Rob Compas            | Patrick de Boer      | Bert Hiemstra         |
| 1995 | Bennie Gosink         | Jan de Leeuw         | Bert Hiemstra         |
| 1996 | Louis de Koning       | Paul van Schalen     | Rob Froeling          |
| 1997 | Harald Dat            | Wilco Zuijderwijk    | Angelo van Melis      |
| 1998 | Ronald van der Tang   | Godert de Leeuw      | Maikel den Ouden      |
| 1999 | Peter van de Reep     | Rick Pieterse        | Sander Hup            |
| 2000 | Angelo van Melis      | Tom Cordes           | John den Braber       |
| 2001 | No disputada          |                      |                       |
| 2002 | Wilco Zuijderwijk     | Kenny van Hummel     | Martijn Albers        |
| 2003 | Tom Veelers           | Pascal Hermes        | Marc de Maar          |
| 2004 | Dennis Smit           | Marcel Alma          | Roel de Vries         |
| 2005 | Bastiaan Krol         | Arno Wallaard        | Wilco Zuiderwijk      |
| 2006 | Peter Schep           | Ferdi van Katwijk    | Arnoud van Groen      |
| 2007 | Marvin van der Pluijm | Marco Bos            | Berry Nagelhout       |
| 2008 | Lieuwe Westra         | Yvo Kusters          | Marvin van der Pluijm |
| 2009 | Jetse Bol             | Rik Kavsek           | Marc Reef             |
| 2010 | René Hooghiemster     | Roy Eefting          | Peter Jan Polling     |
| 2011 | Dennis Smit           | Arno van der Zwet    | Stefan Poutsma        |
| 2012 | Dylan Groenewegen     | Yoeri Havik          | Daan Meijers          |
| 2013 | Jim van den Berg      | Jeff Vermeulen       | Koos Jeroen Kers      |
| 2014 | Maurits Lammertink    | Jim van den Berg     | Yoeri Havik           |
| 2015 | Jeff Vermeulen        | Johim Ariesen        | Oscar Riesebeek       |
| 2016 | Jasper Hamelink       | Rens te Stroet       | Mitchell Mulhern      |
| 2017 | Ronan van Zandbeek    | Nick van der Meer    | David Dekker          |
| 2018 | Jelle Wolsink         | Wiebe Scholten       | Robin Löwik           |
| 2019 | Max Kroonen           | Jarno Gmelich        | Marien Bogerd         |
| 2020 | No disputada          |                      |                       |